# 문서 형식 정의
문서 형식 정의(Document Type Definition, DTD)는 컴퓨터 용어로, SGML 계열의 마크업 언어에서 문서 형식을 정의하는 것이다. SGML을 비롯해 HTML, XHTML, XML 등에서 쓰인다.

## DTD의 사용 의의
DTD나 XML 스키마는 크게 다음과 같은 문서들을 일정한 규칙을 정하여 통합하고, 다양한 문서간의 표준을 제시하기 위해 쓰인다.
- 같은 뜻을 포함하고 있지만, 태그의 명칭이 다를 수 있다.
- 같은 태그의 명칭을 사용하고 있지만 다른 뜻을 나타낼 수 있다.
- 태그가 있는지 확실하지 않다.
- 태그의 순서성이 확실하지 않다.
- 속성의 사용 규격이 확실하지 않다.
- 태그 내 데이터 값에 대한 기준이 정해져 있지 않다.

## DTD 사용의 제한성
- 새로운 버전의 XML에서 지원되지 않는 기증이 있다. 가장 중요하게는 네임스페이스가 있다.
- 변수의 표현 방식이 제한적이어서 몇몇 XML문서 안의 변수와 호환이 되지 않는다.
- 스키마를 구술하기 위한 SGML 표기법을 쓰기 때문에 XML 표준 표현방식과 다르다.

## 예시
DOCTYPE의 다음 예시는 공개 식별자와 시스템 식별자를 모두 포함한다:
```
<!DOCTYPE
 
html
 
PUBLIC
 
"-//W3C//DTD XHTML 1.0 Transitional//EN"

"http://www.w3.org/TR/xhtml1/DTD/xhtml1-transitional.dtd"
>

```

모든 HTML 4.01 문서는 다음 3가지 SGML DTD 중 하나를 준수한다. 이 DTD들의 공개 식별자는 일관성이 있으며 다음을 따른다:
- -//W3C//DTD HTML 4.01//EN
- -//W3C//DTD HTML 4.01 Transitional//EN
- -//W3C//DTD HTML 4.01 Frameset//EN

## 같이 보기
- 시맨틱 웹
- XML 스키마 (W3C)